# Rt Petka
Rt Petka är en udde i Kroatien.   Den ligger i länet Dubrovnik-Neretvas län, i den sydöstra delen av landet, 400 km söder om huvudstaden Zagreb.
Terrängen inåt land är kuperad åt nordost, men söderut är den platt. Havet är nära Rt Petka åt sydväst.  Närmaste större samhälle är Dubrovnik, 2,6 km öster om Rt Petka. 